# Ліванов Аристарх Євгенович
Аристарх Євгенович Ліванов (нар. 17 березня 1947, Київ, Українська РСР) — радянський і російський актор театру і кіно. Лауреат Державної премії СРСР (1976). Заслужений артист РРФСР (1989). Народний артист Росії (1999).

## Життєпис
Народився 17 березня 1947 року.
Закінчив Ленінградський державний інститут театру, музики та кінематографії (1969). 
З 1977 р. працює у МХАТі.
Брат актора Ігоря Ліванова.

## Фільмографія
Знявся у стрічках: 
- «Ці невинні забави» (1969)
- «Зелені ланцюжки» (1970)
- «Мене чекають на землі» (1976)
- «Чорна курка, або Підземні жителі» (1980, татусь, Кіностудія імені Олександра Довженка)
- «Дівчина і Гранд» (1981)
- «Ґран-па» (1983)
- «Сад» (1985)
- «Стрибок» (1985, Кіностудія імені Олександра Довженка)
- «Пароль знали двоє» (1985, Андрій Славинський, Кіностудія імені Олександра Довженка)
- «Фуете» (1986)
- «П'ять листів прощання» (1987)
- «Це було минулого літа» (1988, т/ф, Чернов)
- «Брошка» (1988, т/ф, Говард Бойт)
- «Все попереду» (1990)
- «Похорон на другому поверсі» (1991)
- «Тюремний романс» (1993)
- «Без нашийника» (1995)
- «Не звикайте до чудес...» (2003)
- «Зцілення коханням» (2004, російсько-український телесеріал)
- «Кровиночка» (2012, (телесеріал) та ін.